# Rampe (seuil)
Pour les articles homonymes, voir Rampe.

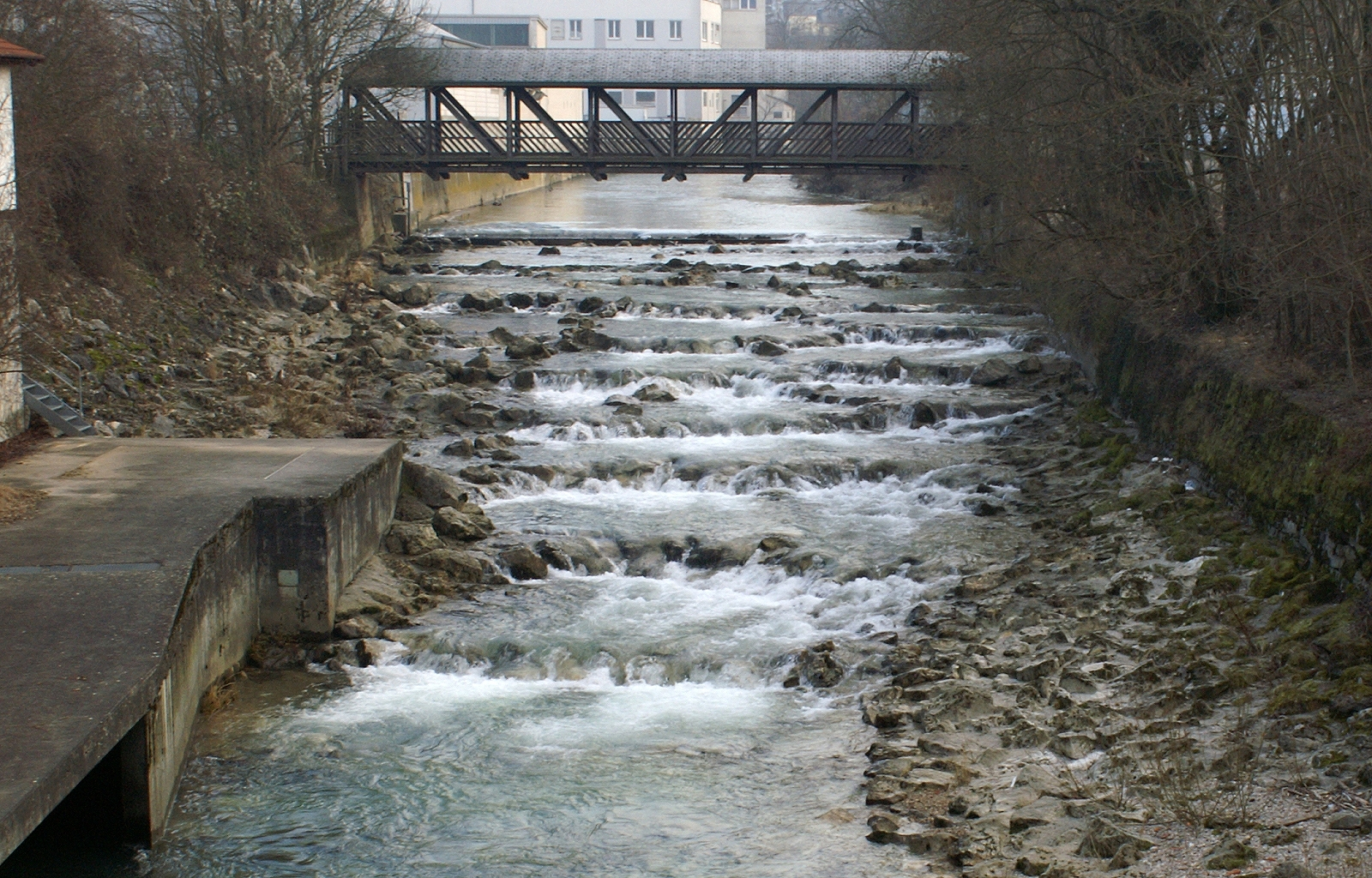
Une rampe à Göppingen sur le Fils.

Une rampe (aussi appelée rampe rugueuse ou rampe en enrochement sec) en aménagement de rivière désigne un ouvrage permettant de franchir une différence de hauteur du lit d’un cours d’eau.
Au lieu de dissiper l’énergie cinétique et potentielle de l’eau grâce à un ressaut hydraulique, c’est la rugosité élevée de la rampe qui joue ce rôle. Pendant une crue, la rampe est noyée.
Une rampe présente l’avantage par rapport à un seuil de restaurer un passage pour le transport solide et les formes de vies aquatiques. Comme un seuil, elle permet de stabiliser le lit de la rivière en bloquant l’érosion.
Une rampe est une section pentue d’un lit de rivière (de 1:3 à 1:15 généralement autour de 1:10) parsemée de corps perturbateurs tels que des enrochements ou un pavement. Le diamètre des blocs de roches est choisi suivant un calcul de stabilité. Suivant le débit de crue attendu, la pente et les conditions d’écoulement, des blocs d’une taille allant jusqu’à plus d’un mètre peuvent être utilisés pour un poids compris entre 1 ou 2 tonnes. Il existe différentes manières de réaliser une rampe. Il est possible d’enchâsser les roches comme des écailles de poissons pour augmenter la stabilité de l’ouvrage. En aval de la structure, une fosse de dissipation d’énergie est à prévoir avec des éléments parafouilles d’au moins 1,8 m de profondeur en raison de la perméabilité de la rampe. La mouille à l’aval peut devoir être rechargée en sédiments.
Ce type d’ouvrage a été développé majoritairement en Autriche mais est maintenant utilisé plus généralement en Europe (Allemagne, Suisse, Alsace…).
Pour des rampes à la déclivité moins marquée (1:20 à 1:100), on parle également de rampes de franchissement.
Les rampes en enrochement sec sont une alternative aux seuils plus proches de ce qui existe à l’état naturel dans les cours d’eau.

## Fonction
Une rampe peut remplir différents rôles. Elle peut être construite pour stabiliser le lit d'une rivière, pour protéger un ouvrage, elle peut être utilisée dans le cadre d'une dérivation d'un cours d'eau.

## Dimensionnement
Le dimensionnement hydraulique s'effectue de la même manière qu'un tronçon normal de rivière par exemple à l'aide de la formule de Manning-Strickler. Pour chaque type de rampe, il existe également des formules empiriques permettant de calculer les hauteurs d'eau sur l'ouvrage,. De nombreuses études en laboratoire et in situ ont permis de définir des équations avec chacune des domaines de validité bien définis : Scheuerlein en 1968, Hassinger en 1991, Platzer en 1983, Rice et al. en 1998 ou encore Rathgeb en 2001,. Un facteur de sécurité peut être additionnellement employé.
Dans le cadre du dimensionnement, les effets d'un éventuel dysfonctionnement de l'ouvrage, l'impact de l'ouvrage pour la protection contre les crues, l'influence sur le niveau des nappes d'eau souterraines doivent être considérés.

## Types de construction
Il existe différents types de réalisation d'une rampe rugueuse,,,.

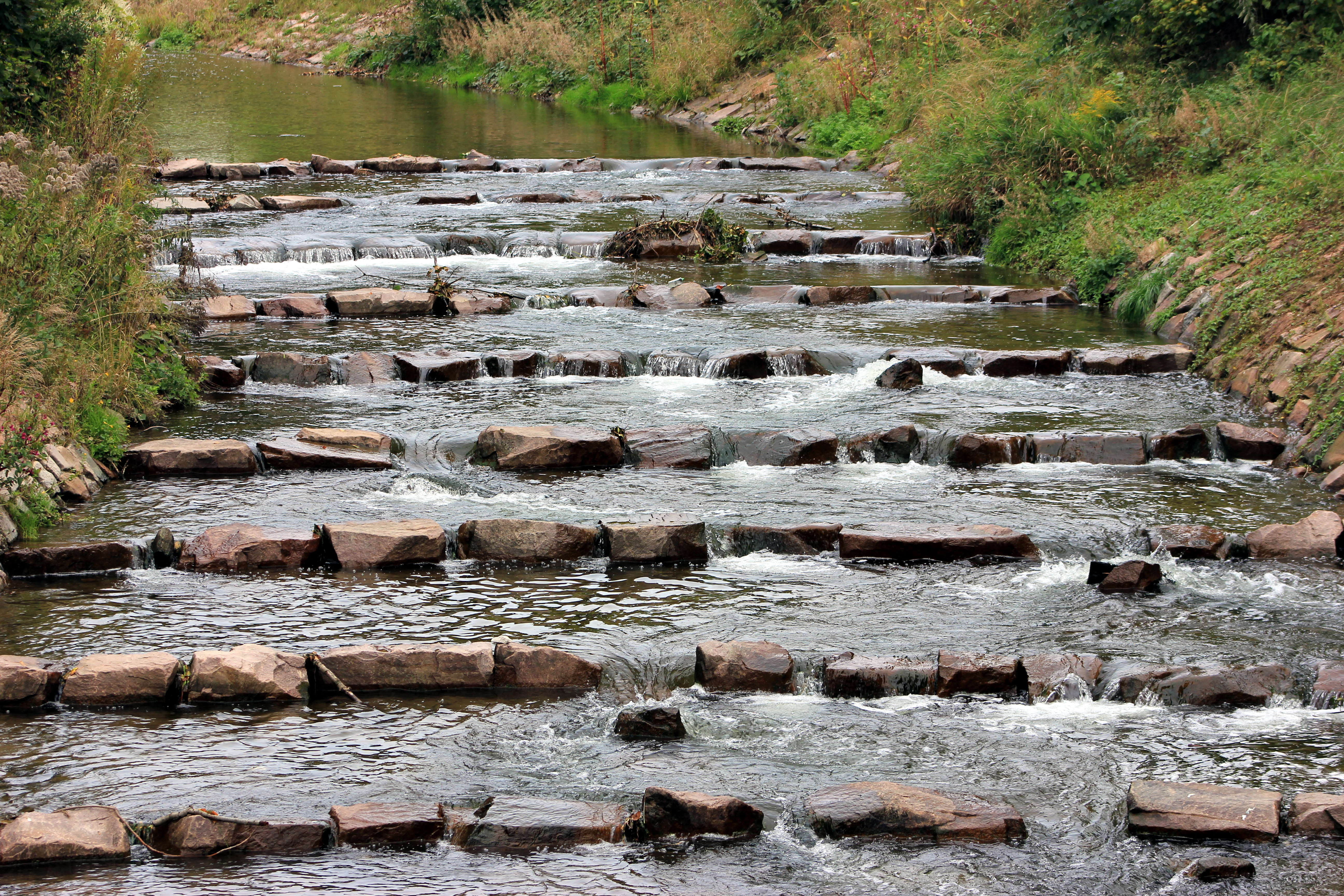
Rampe formée d'une succession de bassins.

### Rampe en enrochements classique
Une rampe en enrochements classique est construite sur une semelle définitive. En raison du mode de construction, peu d'enfoncements du lit sont à attendre. À l'amont, en tête de l'ouvrage les blocs peuvent être beaucoup sollicités. Il est possible de liaisonner les blocs au béton sur la crête. Le corps de la rampe est constitué d'une couche de blocs posés sur une couche filtrante de graviers ou un géotextile. Les blocs sont enchâssés les uns dans les autres. Ce type de rampe est le plus répandu. La franchissabilité piscicole n'est cependant pas garantie pour des ouvrages pentus. Les rampes en enrochements classiques sont les plus sujettes aux dysfonctionnements. En cas de sinistre, une rampe en enrochement classique peut spontanément évoluer vers une rampe d'aspect naturel dynamique.

### Rampe d'aspect naturel non structurée
Une rampe d'aspect naturel non structurée est composée de blocs individuels et séparés les uns des autres. Les blocs sont enfoncés au quart dans le lit. Le lit est de plus protégé par l'utilisation de plusieurs couches d'un remblai adéquat. Ces blocs doivent limiter l'érosion lors de l'augmentation ponctuelle de la charge hydraulique. L'expérience montre que ce genre d'ouvrage n'est pas stable dans le temps et tend à s'effacer en répartissant la pente vers l'amont. Il est donc important de prévoir une zone tampon en amont de la rampe pour contenir cette évolution.

### Rampe d'aspect naturel dynamique
Cette solution est la plus proche des conditions naturelles. La pente de la rampe est construite supérieure à celle souhaitée grâce à un mélange de remblais et de blocs. La structure de la rampe se dessine dynamiquement au fil des événements de crues. La rampe s'affaisse et s'aplatit avec le temps. Un transport solide important est à prévoir. L'évolution de ce type d'ouvrage est difficile à anticiper précisément.

## Dysfonctionnement
Un dysfonctionnement d'une rampe peut apparaître de différentes manières. La façon la plus directe est une érosion trop importante de l'ouvrage entraînant sa disparition. Une autre forme d'érosion moins directe, appelée renard hydraulique est l'érosion progressive de la couche filtrante située sous la couche de blocs entraînant un affaissement, une déstabilisation puis une érosion directe de l'ouvrage. Une érosion régressive peut également mettre en danger la rampe si l'affouillement en pied d'ouvrage n'est pas suffisamment protégé. Un contournement de la rampe peut apparaître en cas d’érosion des berges trop importante.

## Franchissabilité piscicole
L'avantage principale d'une rampe par rapport à un seuil est de présenter une franchissabilité piscicole beaucoup plus importante. Le franchissement d’une rampe par les vertébrés aquatiques n’est cependant garanti que si les vitesses d’écoulement n’excèdent pas un certain niveau et que la hauteur d’eau disponible est suffisante. Ces conditions ne sont réunies que pour des rampes de pente réduite (1:40 à 1:50 maximum) ou en présence de nombreux corps perturbateurs réduisant la vitesse de l’eau.

## Sources et Bibliographie
1. ↑  (de) Rolf-Jürgen Gebler, Sohlrampen und Fischaufstiege, Gebler, 1er janvier 1991 (lire en ligne)
2. 1 2 3  (de) Prof. Dr.-Ing. H.-E. Minor, Blockrampen : Anforderungen und Bauweisen, Zurich, Versuchsanstalt für Wasserbau Hydrologie und Glaziologie der Eidgenössischen Technischen Hochschule Zürich, 2007, 161 p. (lire en ligne)
3. ↑  (de) Michael Hütte, Ökologie und Wasserbau : Ökologische Grundlagen von Gewässerverbauung und Wasserkraftnutzung, Vieweg+Teubner Verlag, 1er janvier 2000, 280 p. (ISBN 978-3-528-02583-0, lire en ligne)
4. 1 2 3 4 5  (de) Hunziker, Zarn & Partner, Blockrampen Normalien : Manual zur Sanierung von Abstürzen, Aarau, 2008, 30 p. (lire en ligne)
5. 1 2  (de) Jeffrey Whittaker et Martin Jäggi, Mitteilungen Nr. 91 der Versuchsanstalt für Wasserbau, Hydrologie und Glaziologie : Blockschwellen, Zurich, ETH Zürich, 1986, 197 p.
6. 1 2  (en) J.G. Whittaker, W.E. Hickman et R.N. Croad, « Riverbed stabilisation with placed blocks », ResearchGate, vol. 16,‎ 1er novembre 1989 (lire en ligne, consulté le 10 octobre 2016)
7. ↑  (de) Scheuerlein, Helmut, « Der Rauhgerinneabfluss », Technische Hochschule, Versuchsanst. f. Wasserbau.,‎ 1968
8. ↑  (de) Hassinger, Reinhard, « Beitrag zur Hydraulik und Bemessung von Blocksteinrampen in flexibler Bauweise », na.,‎ 1991
9. ↑  (de) Platzer, Gerhard, « Dimensionierung muldenförmiger Blocksteinrampen », Bundesamt für Wasserwirtschaft,‎ 2000
10. ↑  C. E. Rice, K. C. Kadavy et K. M. Robinson, « Roughness of Loose Rock Riprap on Steep Slopes », Journal of Hydraulic Engineering, vol. 124,‎ 1er janvier 1998, p. 179–185 (ISSN 0733-9429, DOI 10.1061/(ASCE)0733-9429(1998)124:2(179), lire en ligne, consulté le 10 octobre 2016)
11. ↑  (de) Rathgeb, Andreas, « Hydrodynamische Bemessungsgrundlagen für Lockerdeckwerke an überströmbaren Erddämmen », Inst. für Wasserbau,‎ 2001
12. ↑  (de) T. Janisch, R. Weichert, G. R. Bezzola, Wasser Energie Luft, Heft 2, Verhalten aufgelöster, unstrukturierter Blockrampen, Baden, Association Suisse pour l'Aménagement des Eaux, 2007
13. ↑  (en) R. Weichert, Thèse de doctorat : Bed Morphology and Stability in Steep Open Channels, Zurich, ETH Zürich, 2006 (lire en ligne)
14. ↑  (de) Dr.-Ing. Jochen Aberle, « Hydraulik von Blockrampen », Workshop der VAW vom 5.Oktober 2006,‎ 2007, p. 137 (lire en ligne)
15. ↑  Denise Weibel, Armin Peter et Anton Schleiss, Recueil des fiches sur l’aménagement et l’écologie des cours d’eau, Confédération Suisse - Office fédéral de l'environnement OFEV, 2012, 60 p. (lire en ligne), Annexe 6 : Franchissabilité des rampes en enrochements